# Пулемецька сільська рада
Пулеме́цька сільська́ ра́да — сільська рада в Шацькому районі Волинської області (Україна) з адміністративним центром у селі Пулемець.

## Загальні відомості
Водоймища на території, підпорядкованій даній раді: озеро Пулемецьке.

## Населені пункти
Сільській раді підпорядковані населені пункти:
- с. Пулемець

## Населення
За переписом населення України 2001 року в сільській раді мешкали 662 особи.

### Мова
Розподіл населення за рідною мовою за даними перепису 2001 року:
| Мова       | Відсоток |
| ---------- | -------- |
| українська | 97,45 %  |
| російська  | 2,40 %   |
| білоруська | 0,15 %   |

## Склад ради
Рада складається з 16 депутатів та голови.

### Керівний склад ради
| ПІБ                         | Основні відомості                                                    | Дата обрання | Дата звільнення |
| --------------------------- | -------------------------------------------------------------------- | ------------ | --------------- |
| Сукач Ганна Олександрівна   | Сільський голова, 1952 року народження, освіта, член народної партії | 26.03.2006   | 31.10.2010      |
| Зіновик Анатолій Дем'янович | Сільський голова, 1958 року народження, освіта вища, безпартійний    | 31.10.2010   |                 |

Примітка: таблиця складена за даними джерела